# Dose assorbita
La dose assorbita D è una grandezza fisica definita come la quantità di energia assorbita da un mezzo a seguito di esposizione a radiazioni per unità di massa:
{\displaystyle D={\frac {\operatorname {d} E}{\operatorname {d} m}}}
La dose assorbita è misurata in gray (simbolo Gy) nel Sistema internazionale, dove 1 Gy rappresenta 1 J di radiazione assorbita da 1 kg di massa. Prima dell'introduzione del gray, come unità di misura era impiegato il rad (1 Gy = 100 rad). 
La dose assorbita è una grandezza estensiva che non è direttamente legata al danno biologico causato ad un organismo o ad un tessuto organico. Infatti, una stessa quantità di energia assorbita da un organismo produce danni biologici differenti a seconda del tipo di radiazione a cui è stato esposto. 1 Gy dovuto a raggi alfa è circa 20 volte più dannoso di 1 Gy dovuto a raggi gamma. Una grandezza fisica più pertinente per misurare il danno biologico e gli effetti su un organismo o un tessuto organico è la dose equivalente.
Per una radiazione eterogenea l'energia ceduta è la somma dei campi di radiazione di ogni componente moltiplicata per l'energia media che viene rilasciata da ogni particella che la compone all'interazione, a sua volta è una frazione della propria energia Ei, corrispondente alla sua sezione d'urto di assorbimento massica, {\displaystyle {\frac {\Sigma _{i}^{a}}{\rho }}}, quindi la dose assorbita viene esplicitata:
{\displaystyle D={\frac {1}{\rho }}\sum _{i=1}^{n}C_{i}\Sigma _{i}^{a}E_{i}},
che in forma integrale diventa, se la radiazione ha una distribuzione energetica compresa tra Emin ed Emax:
{\displaystyle D={\frac {1}{\rho }}\int _{E_{min}}^{E_{max}}C(E)\Sigma ^{a}(E)\operatorname {d} E},
quindi la dose ceduta da un certo livello energetico vale:
{\displaystyle {\frac {\operatorname {d} D}{\operatorname {d} E}}={\frac {C(E)}{\rho }}\Sigma ^{a}(E)}.
Possiamo quindi riscrivere la dose come:
{\displaystyle D=C\sum _{i=1}^{n}f_{i}\left({\frac {\operatorname {d} D}{\operatorname {d} E}}\right)_{i}E_{i}},
dove fi è la frazione del campo di radiazione della i-esima componente sul campo totale C.
Spesso è interesse riferirsi al tasso di dose assorbito che corrisponde a:
{\displaystyle {\dot {D}}={\frac {\operatorname {d} P}{\operatorname {d} m}}},
dove P è la potenza totale assorbita dal fascio. Il tasso si misura nel Sistema Internazionale in Gy/s, ed è solitamente piccolo in quest'unità per cui di fatto si usano i sottomultipli: μGy/s, oppure il Gy/Y (annuo) che però non rientra ovviamente nel Sistema internazionale.

## Sorgente puntiforme isotropa
Una sorgente puntiforme a una distanza r dal corpo (fisicamente una sorgente reale abbastanza distante) che generi un flusso N isotropo nello spazio non attenuato dal mezzo, per il teorema di Gauss genera un campo:
{\displaystyle C(r)={\frac {N(r)}{4\pi r^{2}}}},
la cui derivata prima vale:
{\displaystyle {\dot {C}}={\frac {{\dot {N}}(r)}{4\pi r^{2}}}},
dove {\displaystyle {\dot {N}}} è l'attività della sorgente:
Perciò in generale il tasso di dose ricevuto senza attenuazione vale:
{\displaystyle {\dot {D}}=\sum _{i=1}^{n}f_{i}d_{i}E_{i}{\frac {\dot {N}}{4\pi r^{2}}}},
Si definisce ora la Costante di dose Γ propria di un radioisotopo il valore {\displaystyle {\frac {\sum _{i=1}^{n}f_{i}d_{i}E_{i}}{4\pi }}}, e nel caso più generale in cui vi sia uno spessore x di un attenuatore con sezione totale d'attenuazione (sezione d'assorbimento + sezione di deviazione) Σ frapposto fra sorgente e osservatore e fattore di geometria B, la legge diventa:
{\displaystyle D=\Gamma {\frac {NB\mathrm {e} ^{-\Sigma x}}{r^{2}}},\qquad {\dot {D}}=\Gamma {\frac {{\dot {N}}B\mathrm {e} ^{-\Sigma x}}{r^{2}}}}.
Si riportano in tabella le costanti caratteristiche di alcuni radioisotopi frequenti:
| Radioisotopo  | Z  | A   | Γ (eV m2 / kg) |
| ------------- | -- | --- | -------------- |
| Antimonio-122 | 51 | 137 | 98.4           |
| Cesio-137     | 55 | 122 | 136            |
| Cromo-51      | 24 | 51  | 65.4           |
| Cobalto-60    | 27 | 60  | 542            |
| Oro-198       | 79 | 198 | 94.3           |
| Iodio-125     | 53 | 125 | 28.7           |
| Iodio-131     | 53 | 131 | 90.2           |
| Iridio-192    | 77 | 192 | 197            |
| Mercurio-203  | 80 | 203 | 53.3           |
| Potassio-42   | 19 | 42  | 81.9           |
| Radio-226     | 88 | 226 | 339            |
| Sodio-22      | 11 | 22  | 493            |
| Sodio-24      | 11 | 24  | 755            |
| Zinco-65      | 30 | 65  | 111            |

## Sorgente interna
Il tasso di dose assorbito da un corpo che contenga isotopi radioattivi al suo interno è proporzionale alla sua attività, poiché la distanza d della sorgente è nulla:
{\displaystyle {\dot {D}}={\frac {\bar {E}}{m}}\,{\dot {N}}},
si definisce {\displaystyle {\frac {\bar {E}}{m}}} come energia efficace specifica (SEE), che risulta maggiore per la radiazione materiale rispetto a quella non materiale, e poiché in genere l'attività è uniformemente distribuita, si può passare all'attività massica:
{\displaystyle {\dot {D}}={\bar {E}}\,{\dot {n}}}
Considerando la legge di decadimento, in un corpo generico il rateo di dose tende a diminuire esponenzialmente nel tempo:
{\displaystyle {\dot {D}}(t)={\bar {E}}\,{\dot {n}}_{0}\,\mathrm {e} ^{-{\frac {\ln 2t}{T_{\frac {1}{2}}}}}},
dove {\displaystyle T_{\frac {1}{2}}} è l'emivita dell'isotopo {\displaystyle (T_{\frac {1}{2}})_{F}} per corpi inerti. Nel caso invece di un tessuto biologico il calo di attività può essere accelerato dall'escrezione dell'isotopo anch'essa esponenziale negativa rispetto alla concentrazione (attività) con emivita biologica {\displaystyle (T_{\frac {1}{2}})_{B}}, quindi di fatto al posto di {\displaystyle T_{\frac {1}{2}}} è sufficiente introdurre un'emivita effettiva diminuita {\displaystyle T_{\frac {1}{2}}={\frac {(T_{\frac {1}{2}})_{F}\quad (T_{\frac {1}{2}})_{B}}{(T_{\frac {1}{2}})_{F}+(T_{\frac {1}{2}})_{B}}}}. Così introducendo la dose iniziale {\displaystyle {\dot {D}}_{0}={\dot {n}}_{0}{\bar {E}}}:
{\displaystyle {\dot {D}}(t)={\dot {D}}_{0}\,e^{-{\frac {\ln 2\,t}{T_{\frac {1}{2}}}}}},
si può valutare la dose accumulata all'istante t:
{\displaystyle D(t)=\int _{0}^{t}{\dot {D}}(t)\operatorname {d} t=\int _{0}^{t}{\dot {D}}_{0}e^{-{\frac {\ln 2t}{T_{\frac {1}{2}}}}}\operatorname {d} t={\frac {{\dot {D}}_{0}T_{\frac {1}{2}}}{\ln 2}}(1-e^{-{\frac {\ln 2t}{T_{\frac {1}{2}}}}})},
e quindi la dose impegnata fin dall'inizio vale effettivamente:
{\displaystyle D_{\infty }={\frac {{\dot {D}}_{0}T_{\frac {1}{2}}}{\ln 2}}},

## Sorgente infinita isotropa
Nel caso invece in cui il flusso sia sempre isotropo ma esterno al corpo (cioè il corpo sia circondato da un mezzo radioattivo), ci si può riferire al caso precedente correggendolo attraverso la considerazione che ora l'irraggiamento verrà solo dall'esterno verso l'interno (quindi il flusso sarà dimezzato), e introducendo il rapporto fra i coefficienti di assorbimento c del corpo relativo al mezzo,
{\displaystyle {\dot {D}}={\frac {c\,{\bar {E}}}{2}}{\dot {n}}},
dove in realtà la dose cala con la profondità x nel corpo, per effetto dell'attenuazione della radiazione che ha buona geometria:
{\displaystyle {\dot {D}}(x)={\frac {c\,{\bar {E}}}{2}}\mathrm {e} ^{-\Sigma x}{\dot {n}}},
si definisce {\displaystyle {\frac {{\dot {n}}{\bar {E}}}{2}}\mathrm {e} ^{-\Sigma x}} come fattore di conversione di dose (DCF). Nel caso del corpo umano in realtà si considerano i primi x = 70 μm di pelle come insensibili, quindi la dose assorbita è effettivamente attenuata di un fattore:
{\displaystyle {\dot {D}}_{70\mu m}={\dot {D}}\mathrm {e} ^{-\Sigma \cdot 70\mu m}}